# Stefan Groothuis
Stefan Groothuis (Empe, 23 de noviembre de 1981) es un deportista neerlandés que compitió en patinaje de velocidad sobre hielo.
Participó en tres Juegos Olímpicos de Invierno, obteniendo una medalla de oro en Sochi 2014, en la prueba de 1000 m, el octavo lugar en Turín 2006 y el cuarto en Vancouver 2010, en la misma prueba.
Ganó dos medallas en el Campeonato Mundial de Patinaje de Velocidad sobre Hielo en Distancia Individual, oro en 2012 y bronce en 2011, y una medalla de oro en el Campeonato Mundial de Patinaje de Velocidad sobre Hielo en Distancia Corta de 2012.

## Palmarés internacional
| Juegos Olímpicos                           | Juegos Olímpicos          | Juegos Olímpicos  | Juegos Olímpicos      |
| Año                                        | Lugar                     | Medalla           | Prueba                |
| ------------------------------------------ | ------------------------- | ----------------- | --------------------- |
| 2014                                       | Sochi (Rusia)             | Medalla de oro    | 1000 m                |
| Campeonato Mundial en Distancia Individual |                           |                   |                       |
| Año                                        | Lugar                     | Medalla           | Prueba                |
| 2011                                       | Inzell (Alemania)         | Medalla de bronce | 1000 m                |
| 2012                                       | Heerenveen (Países Bajos) | Medalla de oro    | 1000 m                |
| Campeonato Mundial en Distancia Corta      |                           |                   |                       |
| Año                                        | Lugar                     | Medalla           | Prueba                |
| 2012                                       | Calgary (Canadá)          | Medalla de oro    | Clasificación general |